# Église Notre-Dame-de-Częstochowa de Zgornja Kostrivnica
L'église Notre-Dame-de-Częstochowa (slovène : cerkev  Čenstohovske Matere Božje) est un édifice religieux catholique situé à Zgornja Kostrivnica (sl) (commune de Rogaška Slatina), en Slovénie.

## Histoire
L'édifice date de 1768, sa sacristie de 1835. Son mobilier remonte, quant à lui, aux XVIIIe et XIXe siècles.